# تشارلز إي. هودجز
تشارلز إي. هودجز (بالإنجليزية: Charles E. Hodges) هو سياسي أمريكي، ولد في 27 سبتمبر 1892 في هنغتينغتون في الولايات المتحدة، وتوفي في 1 مايو 1968 في تشارلستون في الولايات المتحدة. انتخب عضو مجلس ولاية فيرجينيا الغربية.